# Релігійна освіта в Україні
 Релігійна освіта — це діяльність, здійснювана професійно підготовленими особами (священнослужителями, релігійними педагогами), що покликана передавати віроповчальні доктрини, релігійний досвід, богослужбову практику, а також здійснювати підготовку педагогічних кадрів для системи релігійної освіти.
Під поняття «релігійна освіта» підпадають ті форми освіти всіх рівнів, які організовані органами державної влади чи релігійними організаціями з метою забезпечення права особи навчатися релігії. Зокрема — навчання релігії у школі й поза школою та школи, створені або патроновані релігійними організаціями.

## Релігійна освіта на теренах сучасної України

### Підстави права на релігійну освіту
Чинне законодавство України про освіту не дає чіткого однозначного тлумачення проблеми. Конституційна норма про відокремлення церкви від держави і школи від церкви є не більш ніж конкретизацією статті 15 Конституції України, якою закріплено ідеологічний плюралізм як одну з фундаментальних засад суспільного життя в Україні. А отже, це означає неможливість існування єдиної державної церкви і її впливу на діяльність країни, що не заперечує правові засади впровадження релігійної освіти будь-якої конфесії на державному рівні.
Освітні процеси відбуваються на основі «Закону про освіту». Незважаючи на загальнопоширене твердження про те, що чинне законодавство не допускає існування релігійних шкіл, у Законі України «Про свободу совісті та релігійні організації» від 23 квітня 1991 року можна знайти ряд положень стосовно можливості їх відкриття:
- громадяни України є рівними перед законом і мають рівні права в усіх галузях економічного, політичного, соціального і культурного життя незалежно від їх ставлення до релігії (ч. 1 ст. 4). Тим самим «будь-яке пряме чи непряме обмеження прав, встановлення прямих чи непрямих переваг громадян залежно від їх ставлення до релігії […] тягне за собою відповідальність, встановлену законом» (ч. 2 ст. 4).
- доступ до різних видів і рівнів освіти надається громадянам незалежно від їх ставлення до релігії (ч.1 ст.6). «Громадяни можуть навчатися релігійного віровчення та здобувати релігійну освіту індивідуально або разом з іншими».

Право на релігійну освіту закріплене міжнародними правовими актами — «Загальною Декларацією прав людини» (1948), «Міжнародним пактом про громадянські та політичні права» (1966), «Першим протоколом до Конвенції про захист прав і основних свобод людини» (1950), Декларацією «Про ліквідацію усіх форм нетерпимості та дискримінації на підставі релігії чи переконань» (1981) тощо, які ратифіковані Україною.

### Сучасний стан релігійної освіти в Україні
На початок 2016 року в Україні нараховувалося 12179 шкіл, засновних релігійними організаціями, з них: 8 - загальноосвітніх; 12171 недільні школи (серед яких майже 40% — протестантські, 13% — католицькі, 46% — православні). До системи релігійної освіти України входять також 198 вищих навчальних закладів, в яких навчалося 8195 слухачів денної і 11667 слухачів заочної форми навчання.
Спеціальність теологія була ліцензована в 4 ВНЗ України: Національному університеті «Острозька академія»,  «Карпатський університет імені Августина Волошина», Українському католицькому університеті та Європейському університеті.
- В Чернівецькому національному університеті імені Юрія Федьковича здійснювалася підготовка богословів на двох освітньо-кваліфікаційних рівнях бакалавра та магістра, але спеціальності не ліцензовані. Відділення богослов'я ЧНУ було орієнтоване на задоволення потреб УПЦ КП, і те, що спеціальність не ліцензується, це є принципова позиція, бо, за словами завідувача богословського відділення протоієрея, кандидата богословських наук Миколи Щербаня, втілення МОНівських стандартів може призвести до втрати змісту богословської освіти.
- В Інституті релігійних наук св. Томи Аквінського в Києві, який є філіалом Папського університету св. Томи Аквінського «Angelicum» (Рим), теологічну освіту надають світським особам. За італійською традицією, саме світським особам дають магістра релігійних наук, магістра ж теології може отримати лише духовна особа. Але слід відзначити, що спеціальність не є ліцензованою.

Станом на 1 січня 2024 року в Україні був 201 духовний навчальний заклад, з них: середніх - 69; вищих – 132. За територіальним розподілом найбільша кількість вищих духовних закладів була в Києві – 51; по 10 закладів – в Львівській та Одеській областях. 
За конфесіями кількість вищих духовних закладів складала: 
- православні 20, з них: Українська Православна Церква (Православна Церква України) – 13; Українська Православна Церква (в єдності з Московським Патріархатом) – 6;
- католицькі – 16, з них: Римсько-Католицька Церква в Україні – 8; Українська Греко-Католицька Церква – 7;
- лютеранські – 1;
- євангельського християнства – 30, з них: Всеукраїнський Союз Церков євангельських християн-баптистів – 24;
- християн євангельської віри / віри євангельської / п’ятидесятників – 22, з них: Українська Церква Християн Віри Євангельської – 12;
- Іслам – 4;
- Іудаїзм – 6.

## Державна освітня політика в галузі релігійної освіти
Постанова Кабінету Міністрів України № 787 від 27 серпня 2010 року відповідно до Ст. 12 Закону України «Про вищу освіту» затвердила список спеціальностей, за якими має здійснюватися підготовка фахівців у вищих навчальних закладах за освітньо-кваліфікаційними рівнями спеціаліста і магістра. Спеціальність «Богослов'я (теологія)» віднесена до галузі знань «Гуманітарні науки» і має шифр 7.02030103 (для спеціалістів) та 8.02030103 (для магістрів).
- Уряд розширив можливості напряму «богослов'я». Згідно постанови, здобуття диплому бакалавра за напрямом богослов'я (теологія) дозволяє у подальшому отримати фах за освітньо-кваліфікаційним рівнем спеціаліста або магістра з присвоєнням кваліфікації вчителя. Умовою для цього є виконання психолого-педагогічної, методичної та практичної програми підготовки відповідно до галузевого стандарту педагогічної освіти.
- 24 вересня 2012 року в місті Києві відбулося підсумкове засідання законопроектної групи робочої комісії Міністерства освіти і науки, молоді та спорту України з розробки правового механізму щодо визнання дипломів вищих духовних навчальних закладів релігійних організацій, дипломів про наукові ступені та атестатів про звання цих закладів та відповідних наукових установ:

1. Розглянуто пропозиції та зауваження до проекту постанови Кабінету Міністрів України щодо правового механізму визнання відповідних дипломів та атестатів вищих навчальних закладів і наукових установ релігійних організацій;
2. Розроблено план дій громадської ради при Міністерстві освіти з ініціювання законодавчих актів, спрямованих на державне визнання дипломів духовних навчальних закладів.
3. Було обговорено діяльність робочої групи МОН України з розроблення пропозицій щодо складових галузевого стандарту зі спеціальності «Богослов'я (Теологія)» (освітньо-кваліфікаційні рівні «бакалавр» і «магістр») та пропозицій щодо внесення доповнень до Класифікатора професій ДК 003-95 та первинних посад для подальшого працевлаштування випускників за вказаною спеціальністю зазначених освітньо-кваліфікаційних рівнів.

## Вища релігійна освіта в Україні
Станом на 15.06.2024 р. релігійна освіта в українських закладах вищої освіти здійснюється за стандартами вищої освіти бакалавра, магістра, доктора філософії у галузі знань 03 «Гуманітарні науки», спеціальність 031 «Релігієзнавство», об’єктом вивчення та професійної діяльності бакалавра, магістра, доктора філософії релігієзнавства визначено феномен релігії, його вплив на суспільство, людину та різні сфери життєдіяльності.

### Бакалавр релігієзнавства
Навчання бакалавра релігієзнавства здійснюється з цілями підготовки фахівців, здатних розв’язувати складні спеціалізовані задачі та практичні проблеми в галузі релігієзнавства, що характеризуються комплексністю, невизначеністю умов та передбачають застосування теорій і методів соціальних та гуманітарних наук. Обсяг освітньої програми: 1) на базі повної загальної середньої освіти становить 240 кредитів ЄКТС; 2) на базі ступеня «молодший бакалавр» (освітньо-кваліфікаційного рівня «молодший спеціаліст») заклад вищої освіти має право визнати та перезарахувати не більше 120 кредитів ЄКТС, отриманих у межах попередньої освітньої програми підготовки молодшого бакалавра (молодшого спеціаліста); 3) на основі ступеня «фаховий молодший бакалавр» заклад вищої освіти має право визнати та перезарахувати не більше ніж 60 кредитів ЄКТС, отриманих за попередньою освітньою програмою фахової передвищої освіти.

### Магістр релігієзнавства
Навчання магістра релігієзнавства здійснюється з цілями підготовки фахівців, які мають сучасні знання та практичні навички у галузі релігієзнавства, необхідні для розв’язання складних задач дослідницького та/або інноваційного характеру у сфері релігієзнавства. Обсяг освітньо-професійної програми підготовки магістра становить 90 кредитів ЄКТС. Обсяг освітньо-наукової програми підготовки магістра становить 120 кредитів ЄКТС, з них обсяг дослідницької (наукової) компоненти обов’язково становить не менше 30%.

### Доктор філософії з релігієзнавства
Підготовки доктора філософії з релігієзнавства здійснюється з цілями набуття здатності продукувати нові ідеї, розв’язувати комплексні проблеми професійної та/або дослідницько-інноваційної діяльності у сфері релігієзнавства, а також проводити власне наукове дослідження, результати якого мають наукову новизну, теоретичне та практичне значення. Освітньо-наукова програма складається з освітньої та наукової складових. Нормативний строк підготовки доктора філософії в аспірантурі становить чотири роки. Обсяг освітньої складової освітньо-наукової програми підготовки доктора філософії становить 30-60 кредитів ЄКТС.

### Бакалавр богослов’я
Також за відповідним стандартом вищої освіти галузі знань 04 «Богослов’я», спеціальності 041 «Богослов’я» здійснюється підготовка бакалавра богослов’я.
Об’єкти вивчення: 1. Святе Письмо та інші священні книги в контексті традиції їх формування, текстуального відтворення, перекладу та богословських інтерпретацій; 2. Богословська думка в її історичному розвитку й сучасному стані в теоретичній, систематичній та практичній площинах; 3. Віровчення та духовно-моральні засади, на яких ґрунтується приватна та публічна діяльність людини. Цілі навчання: підготовка фахівців, здатних розв’язувати складні спеціалізовані задачі та практичні проблеми в галузі «Богослов’я». Обсяг освітньої програми: 1) на базі повної загальної середньої освіти - 240 кредитів ЄКТС, 2) на основі ступеня «молодший бакалавр» (освітньо-кваліфікаційного рівня «молодший спеціаліст»), заклад вищої освіти має право визнати та перезарахувати не більше ніж 120 кредитів ЄКТС, отриманих в межах попередньої освітньої програми підготовки молодшого бакалавра (молодшого спеціаліста); 3) на основі ступеня «фаховий молодший бакалавр» заклад вищої освіти має право визнати та перезарахувати не більше ніж 60 кредитів ЄКТС, отриманих за попередньою освітньою програмою фахової передвищої освіти.

## Досвід країн західної демократії
Частка релігійних шкіл у приватному освітньому секторі досить суттєва: у Франції — 95%, у ФРН — 80%. Такими ж є відповідні показники у Бельгії, Ірландії, Італії та ряді інших країн.
Право на навчання релігії закріплено в конституціях багатьох європейських країн (Італія, Іспанія, Німеччина, Польща та ін.), так само як і право засновувати приватні школи. При цьому свобода навчання релігії підтверджується ст. 2 Першого протоколу Європейської Конвенції з прав людини.
Характер навчання релігії у західноєвропейських школах вирішальною мірою залежить від моделі державно-церковних відносин у тій чи іншій країні. Як правило, принцип нейтральності держави в її ставленні до релігії ніде в Західній Європі не означає байдужості до релігійних цінностей.